# Dornstadt
Dornstadt è un comune tedesco di 8 571 abitanti, situato nel land del Baden-Württemberg.